# 波傑布拉德的伊日
波傑布拉德的伊日（捷克語：Jiří z Poděbrad，1420年4月23日—1471年3月22日），波希米亞國王，1458年至1471年在位。
波傑布拉德的伊日出生於波希米亞一個貴族家庭。奧地利大公阿爾布雷希特二世在波希米亞國王西吉斯蒙德於1437年去世後，阿爾布雷希特在1438年6月加冕為波希米亞國王。但是他的權力只局限於奧地利和匈牙利。他企圖在波希米亞進一步撲滅胡斯運動，但那裡的胡斯派仍擁有強大力量。阿爾布雷希特二世被身為聖杯派領袖的伊日打敗，此後他不再試圖控制波希米亞。
1439年，阿爾布雷希特二世逝世，他的遺腹子拉斯洛五世繼承了波希米亞國王的頭銜，但是他與母親伊麗莎白在奧地利被堂叔羅馬人民的國王腓特烈三世軟禁。1444年，伊日出任胡斯派餅酒同領派的領袖。他在哈布斯堡家族治下的波希米亞成為權威人物。
1444年11月10日，匈牙利國王烏拉斯洛一世在抗擊鄂圖曼帝國的瓦爾納戰役中陣亡。匈牙利貴族決定讓拉斯洛五世繼承王位，他們派出使者到維也納要求腓特烈五世釋放伊麗莎白母子並歸還王冠，遭到後者拒絕。貴族們選舉匈雅提·亞諾什為匈牙利攝政，同時在波希米亞，波傑布拉德的伊日獲得了同樣的地位。
腓特烈三世鑑於當地局勢，乃於1451年將波希米亞的行政大權委任給伊日，波希米亞議會指派伊日擔任攝政。 1457年拉斯洛五世突然死去，伊日又被選為波希米亞國王，而匈雅提·亞諾什的次子馬加什一世亦被選為匈牙利國王。馬加什一世被伊日扣為人質，直到馬加什娶了波傑布拉德的女兒才將其釋放。伊日身為胡斯教徒當選為波希米亞國王，為聖座和天主教鄰邦所不容。
雖然伊日於1462年組職基督教各國反土耳其聯盟，以提高了自己的國際聲譽。但是新任教宗保祿二世於1465年作出反擊，他組織一個反伊日的貴族同盟，翌年12月23日，對伊日進行絕罰處分，聲稱將其王位廢黜，並禁止天主教徒效忠伊日。
匈牙利國王馬加什一世於1465年響應教宗發起的十字軍，討伐異端的胡斯派，率領聯軍與岳父伊日統領的波希米亞軍作戰，波希米亞戰爭爆發。1469年5月3日，馬加什一世在波希米亞天主教徒的支持下，自立為波希米亞國王。在1471年之前，陸續佔領摩拉維亞和西里西亞等地。
1471年3月22日，伊日於布拉格逝世。他的支持者選出波蘭國王卡齊米日四世的長子弗拉迪斯拉夫四世成為波希米亞國王，繼續與馬加什一世對抗。

## 家庭
1440年，伊日與斯滕貝格的康胡塔（捷克語：Kunhuta）結婚，兩人共有3子2女：
1. 波謝克（英语：Boček IV of Poděbrady）（1442年—1496年）
2. 維克多林（1443年—1500年）
3. 因德日赫（1448年—1498年）
4. 卡特日娜（英语：Catherine of Poděbrady）（1449年—1464年），馬加什·科爾溫的王后
5. 希多妮（1449年—1510年），薩克森公爵夫人

## 延伸阅读
- Claus Bernet. . Bautz, Traugott  (编).  21. Nordhausen: Bautz. 2003. cols. 1183–1203. ISBN 3-88309-110-3 （德语）.
- Colette Beaune: Chrétienté et Europe : le projet de Georges de Podiebrad au xve siècle, in: Chrétiens et sociétés, vol. 1, 1994, uploaded 8 July 2008 （页面存档备份，存于） (in French).
- Frederick G. Heymann. George of Bohemia. King of Heretics. Princeton, N.J.: Princeton University Press, 1965.
- Otakar Odložilík. The Hussite King. Bohemia in European Affairs 1440–1471. New Brunswick, N.J.: Rutgers University Press, 1965.
- Josef Macek. Jiří z Poděbrad. Praha: Svobodné slovo, 1967.
- Anthony D. Smith. "National Identity and the Idea of European Unity" International Affairs, Vol. 68, No. 1 (Jan., 1992), pp. 55–76

| 波傑布拉德的伊日 出生于：1420年逝世於：1471年 | 波傑布拉德的伊日 出生于：1420年逝世於：1471年 | 波傑布拉德的伊日 出生于：1420年逝世於：1471年 |
| 統治者頭銜                                    | 統治者頭銜                                    | 統治者頭銜                                    |
| --------------------------------------------- | --------------------------------------------- | --------------------------------------------- |
| 前任者： 拉斯洛五世                           | 波希米亞國王 1457年–1471年                    | 繼任者： 弗拉迪斯拉夫四世                     |